# 뷔르글렌역
뷔르글렌역(독일어: Bahnhof Bürglen)은 스위스 투르가우주의 뷔르글렌에 있는 기차역이다. 스위스 연방 철도의 표준궤 빈터투어-로만스호른선의 중간 정류장이다.

## 운행편
뷔르글렌은 장크트갈렌 S-반의 S5 및 S10에서 운행된다.
- 장크트갈렌 S-반
  - S5 : 바인펠덴과 비쇼프스첼 슈타트 사이를 30분 간격으로 운행. 비쇼프스첼 슈타트에서 장크트갈렌과 장크트마르그레텐.
  - S10 : 빌과 로만스호른 사이를 30분 간격으로 운행.